# Sól Schlippego
Sól Schlippego (dziewięciowodny tetratioantymonian sodu), Na3SbS4·9H2O – nieorganiczny związek chemiczny, sól sodowa kwasu tetratioantymonowego. Nazwa pochodzi od Karla von Schlippego (1798–1867) – niemiecko-rosyjskiego chemika.
Można ją otrzymać np. w wyniku reakcji trójsiarczku antymonu z wodorotlenkiem sodu i siarką w środowisku wodnym:
Sb
2S
3 + 6S + 8NaOH → 2Na
3SbS
4 + Na
2SO
4 + 4H
2O
Może być wykorzystana do wytwarzania pięciosiarczku antymonu.